# Cyperus ankaizinensis
Cyperus ankaizinensis är en halvgräsart som beskrevs av Henri Chermezon. Cyperus ankaizinensis ingår i släktet papyrusar, och familjen halvgräs. Inga underarter finns listade i Catalogue of Life.